# Eishockey-Bundesliga 1981/82
Die Saison 1981/82 der Eishockey-Bundesliga war die 24. Spielzeit der höchsten deutschen Eishockeyliga und die vorerst letzte, die mit zwölf Mannschaften ausgespielt wurde. Die Abstockung auf zehn Teams hatte zur Folge, dass neben den Mannschaften, die in die Relegationsrunde mussten, mit dem ERC Freiburg und dem VfL Bad Nauheim auch zwei Vereine direkt in die 2. Bundesliga abstiegen. Deutscher Meister wurde der SB Rosenheim, der sich in den Play-offs gegen die in der Vorrunde besser platzierten Favoriten Landshut, Köln oder Mannheim durchsetzen konnte und damit seine erste Meisterschaft gewann. Der 16-malige Meister EV Füssen sowie der Schwenninger ERC konnten in der Relegationsrunde den Klassenerhalt sichern.
Der deutsche Rekordmeister Berliner SC musste sich hingegen aus finanziellen Gründen aus der Bundesliga zurückziehen. Für die Berliner kehrte der ECD Iserlohn als Vierter der Relegationsrunde in die 1. Bundesliga zurück, nachdem der Drittplatzierte Duisburger SC auf den Aufstieg verzichtet hatte.

## Voraussetzungen

### Teilnehmer
Folgende zwölf Vereine nehmen an der Eishockey-Bundesliga 1981/82 teil (alphabetische Sortierung mit Vorjahresplatzierung):
| Klub             | Standort               | Vorjahr    | Play-offs              |
| ---------------- | ---------------------- | ---------- | ---------------------- |
| VfL Bad Nauheim  | Bad Nauheim            | 9.         | Abstiegsrunde 2. Platz |
| Berliner SC      | Berlin                 | 4.         | Halbfinale 4. Platz    |
| Düsseldorfer EG  | Düsseldorf             | 2.         | Finale                 |
| ERC Freiburg     | Freiburg               | Aufsteiger | –                      |
| EV Füssen        | Füssen                 | 8.         | Relegation 1. Platz    |
| ESV Kaufbeuren   | Kaufbeuren             | 7.         | Viertelfinale          |
| Kölner EC        | Köln                   | 10.        | Abstiegsrunde 1. Platz |
| EV Landshut      | Landshut               | 5.         | Viertelfinale          |
| Mannheimer ERC   | Mannheim               | 3.         | Halbfinale 3. Platz    |
| SC Riessersee    | Garmisch-Partenkirchen | 1.         | Deutscher Meister      |
| SB Rosenheim     | Rosenheim              | 6.         | Viertelfinale          |
| Schwenninger ERC | Schwenningen           | Aufsteiger | –                      |

### Modus
Nach einer Doppelrunde spielten die besten acht Teams in den Play-offs den Deutschen Meister aus. Alle Runden wurden dabei weiterhin im Modus „Best-of-Three“ ausgespielt. Veränderungen gab es hingegen in der Abstiegsregelung. Die Bundesliga sollte in der folgenden Saison auf zehn Vereine abgestockt werden, sodass die letzten beiden Teams nach der Vorrunde direkt in die 2. Liga abstiegen. Daneben führte man die Relegationsrunde wieder ein, in der der Neunt- und Zehntplatzierte der 1. Bundesliga auf die besten vier Mannschaften der 2. Bundesliga trafen. Die ersten beiden Teams der Relegationsrunde, die in einer Einfachrunde ausgetragen wurde, qualifizierten sich für die neue Erstligasaison.

### Transfers
Der Kölner EC holte mit Uli Hiemer eines der größten Talente im deutschen Eishockey aus Füssen sowie seinen Bruder Jörg. In Füssen verstärkte man sich mit Lynn Powis aus Duisburg, aus München kam Torwart Josef Schlickenrieder. Ebenfalls aus München kehrten Dieter Medicus nach Kaufbeuren und Ernst Adlmaier nach Rosenheim zurück. In Freiburg holte man den Deutsch-Kanadier Rick Amann und aus Mannheim kamen Dan Djakalovic, Bogusław Malinowski und Elias Vorlicek. In Mannheim verstärkte man sich mit Michael Eggerbauer aus Füssen, Bob Murray aus Freiburg, Miroslav Nentvich aus Rosenheim und mit dem Kanadier Doug Berry von den Colorado Rockies aus der NHL. 
In Landshut holte man aus Straubing die Laycock-Brüder Bob und Robin.

## Vorrunde

### Abschlusstabelle
|     | Klub                 | Sp | S  | U | N  | Tore    | Punkte |
| --- | -------------------- | -- | -- | - | -- | ------- | ------ |
| 1.  | EV Landshut          | 44 | 33 | 3 | 8  | 264:143 | 69:19  |
| 2.  | Kölner EC            | 44 | 30 | 7 | 7  | 248:134 | 67:21  |
| 3.  | Mannheimer ERC       | 44 | 28 | 6 | 10 | 220:121 | 62:26  |
| 4.  | SC Riessersee (M)    | 44 | 22 | 6 | 16 | 180:137 | 50:38  |
| 5.  | SB Rosenheim         | 44 | 19 | 6 | 19 | 173:165 | 44:44  |
| 6.  | ESV Kaufbeuren       | 44 | 16 | 8 | 20 | 190:225 | 40:48  |
| 7.  | Berliner SC          | 44 | 17 | 6 | 21 | 142:176 | 40:48  |
| 8.  | Düsseldorfer EG      | 44 | 17 | 3 | 24 | 197:198 | 37:51  |
| 9.  | Schwenninger ERC (N) | 44 | 15 | 5 | 24 | 170:222 | 35:53  |
| 10. | EV Füssen            | 44 | 14 | 7 | 23 | 174:222 | 35:53  |
| 11. | VfL Bad Nauheim      | 44 | 12 | 4 | 28 | 176:257 | 28:60  |
| 12. | ERC Freiburg (N)     | 44 | 9  | 3 | 32 | 149:283 | 21:67  |

Abkürzungen: Sp = Spiele, S = Siege, U = Unentschieden, N = Niederlagen, (N) = Neuling, (M) = Titelverteidiger

Erläuterungen:       = Play-offs,       = Relegationsrunde,       = Abstieg.

### Beste Scorer
| Spieler          | Team            | Spiele | Tore | Assists | Punkte |
| ---------------- | --------------- | ------ | ---- | ------- | ------ |
| Erich Kühnhackl  | EV Landshut     | 38     | 41   | 61      | 102    |
| Franz Reindl     | SC Riessersee   | 43     | 49   | 53      | 102    |
| Bill Lochead     | VfL Bad Nauheim | 42     | 66   | 34      | 100    |
| Dick Decloe      | Düsseldorfer EG | 44     | 50   | 50      | 100    |
| Gerd Truntschka  | Kölner EC       | 44     | 40   | 59      | 99     |
| Ernst Höfner     | SC Riessersee   | 43     | 33   | 64      | 97     |
| Marcus Kuhl      | Mannheimer ERC  | 43     | 30   | 61      | 91     |
| Holger Meitinger | Kölner EC       | 43     | 46   | 44      | 90     |
| Bob Laycock      | EV Landshut     | 44     | 33   | 48      | 81     |
| Helmut Steiger   | EV Landshut     | 43     | 49   | 30      | 79     |

### Beste Verteidiger
| Spieler       | Team            | Spiele | Tore | Assists | Punkte |
| ------------- | --------------- | ------ | ---- | ------- | ------ |
| Mike Zettel   | VfL Bad Nauheim | 42     | 11   | 42      | 53     |
| Mike Ford     | Kölner EC       | 38     | 16   | 32      | 48     |
| Jamie Masters | SB Rosenheim    | 44     | 11   | 29      | 40     |

## Relegationsrunde
Die Relegationsrunde wurde in einer Einfachrunde ausgespielt, sodass jede Mannschaft jeweils ein Heim- und ein Auswärtsspiel gegen die übrigen Vereine bestritt.

### Abschlusstabelle
|    | Klub             | Sp | S | U | N | Tore  | Punkte |
| -- | ---------------- | -- | - | - | - | ----- | ------ |
| 1. | EV Füssen        | 10 | 8 | 0 | 2 | 60:37 | 16:4   |
| 2. | Schwenninger ERC | 10 | 7 | 1 | 2 | 56:33 | 15:5   |
| 3. | Duisburger SC    | 10 | 4 | 1 | 5 | 59:61 | 9:11   |
| 4. | ECD Iserlohn1    | 10 | 3 | 2 | 5 | 42:49 | 8:12   |
| 5. | Deggendorfer SC  | 10 | 3 | 1 | 6 | 37:65 | 7:13   |
| 6. | EHC Essen-West   | 10 | 2 | 1 | 7 | 43:52 | 5:15   |

Abkürzungen: Sp = Spiele

Erläuterungen:       = im nächsten Jahr Bundesliga,       = im nächsten Jahr 2. Bundesliga. 
1Nach Verzicht des Duisburger SC als Nachrücker für den Berliner SC.

## Play-offs
Alle Play-off-Runden wurden im Modus „Best-of-Three“ ausgespielt.

### Viertelfinale
|                |   |                 | Serie | 1    | 2         | 3   |
| -------------- | - | --------------- | ----- | ---- | --------- | --- |
| EV Landshut    | – | Düsseldorfer EG | 2:0   | 6:2  | 5:2       | –   |
| Kölner EC      | – | Berliner SC     | 2:0   | 12:5 | 5:0       | –   |
| Mannheimer ERC | – | ESV Kaufbeuren  | 2:1   | 6:3  | 4:7       | 3:1 |
| SC Riessersee  | – | SB Rosenheim    | 0:2   | 3:4  | 1:2 n. V. | –   |

### Halbfinale
|             |   |                | Serie | 1   | 2   | 3   |
| ----------- | - | -------------- | ----- | --- | --- | --- |
| EV Landshut | – | SB Rosenheim   | 1:2   | 0:5 | 6:3 | 3:4 |
| Kölner EC   | – | Mannheimer ERC | 1:2   | 6:3 | 2:4 | 1:3 |

### Spiel um Platz 3
|             |   |           | Serie | 1   | 2   | 3   |
| ----------- | - | --------- | ----- | --- | --- | --- |
| EV Landshut | – | Kölner EC | 1:2   | 4:7 | 8:6 | 2:7 |

### Finale
|                |   |              | Serie | 1   | 2   | 3 |
| -------------- | - | ------------ | ----- | --- | --- | - |
| Mannheimer ERC | – | SB Rosenheim | 0:2   | 2:6 | 0:4 | – |

### Beste Scorer
| Spieler         | Team        | Spiele | Tore | Assists | Punkte |
| --------------- | ----------- | ------ | ---- | ------- | ------ |
| Miroslav Sikora | Kölner EC   | 8      | 8    | 8       | 16     |
| Gerd Truntschka | Kölner EC   | 8      | 6    | 10      | 16     |
| Helmut Steiger  | EV Landshut | 8      | 8    | 7       | 15     |
| Erich Kühnhackl | EV Landshut | 6      | 6    | 9       | 15     |

## Kader des Deutschen Meisters
| Deutscher Meister SB Rosenheim | Torhüter: Karl Friesen, Karl Huber Verteidiger: Oldřich Machač, Peter Scharf, Jamie Masters, Horst-Peter Kretschmer, Paul Sommer, Anton Maidl Angreifer: Hans Zach, Markus Berwanger, Gerd Baldauf, Wolfgang Hellwig, Jürgen Lechl, Ernst Adlmaier, Christian Kokoschka, Miroslav Slezak, Hans Meister, Peter Stankovic, Franz Kummer, Walter Kirchmaier, Vladimír Vacátko Cheftrainer: Pavel Wohl |